# Bledi Shkëmbi
Bledi Shkëmbi (ur. 13 sierpnia 1979 w Korczy) – albański piłkarz grający obecnie w klubie Skënderbeu Korcza, jest kapitanem klubu. Zazwyczaj gra na pozycji pomocnika.

## Kariera piłkarska

### Kariera klubowa
Karierę piłkarską rozpoczął w drużynie Skënderbeu Korcza. Potem występował w klubach KS Teuta Durrës, Ethnikos Asteras, HNK Rijeka, Kamen Ingrad, Metałurh Zaporoże, Krywbas Krzywy Róg, Partizani Tirana i KS Besa. W 2010 wrócił do Skënderbeu Korcza.

### Kariera reprezentacyjna
W latach 2002–2006 występował w reprezentacji Albanii.

### Statystyki w reprezentacji
| Rok   | Mecze | Bramki |
| ----- | ----- | ------ |
| 2002  | 3     | 0      |
| 2003  | 5     | 0      |
| 2004  | 2     | 0      |
| 2005  | 3     | 0      |
| 2006  | 1     | 0      |
| Razem | 14    | 0      |

## Sukcesy i odznaczenia
- KS Besa: Puchar Albanii (1): 2009–2010